# Dichaetomyia pallicornis
Dichaetomyia pallicornis är en tvåvingeart som först beskrevs av Stein 1915.  Dichaetomyia pallicornis ingår i släktet Dichaetomyia och familjen husflugor.
Artens utbredningsområde är Taiwan. Inga underarter finns listade i Catalogue of Life.